# Beijing (dialect)
Het Beijing-dialect (Chinees: Beijinghua) is het meest gesproken dialect in de Chinese stadsprovincie Peking. Het dialect is de basis van het Standaardmandarijn.
Het Beijingtuhua (北京土话) is een dialect met woorden die voor niet-Pekinezen moeilijk te begrijpen zijn.

## Classificatie
- Sino-Tibetaanse talen
  - Chinese talen
    - Mandarijn
      - Peking-Mandarijn
        - Beijing-dialect
          - Standaardmandarijn

        - Beijingtuhua

## Woorden
In het Peking wordt veel gebruikgemaakt van "er" (vereenvoudigd Chinees: 儿; traditioneel Chinees: 兒; IPA: ɹ; spreek uit als: [ur] in "fleur") dat achter woorden staat. Het gebruik van "er" achter een woord wordt erhua 儿化 genoemd.
voorbeelden:
- fen+er=fer 分儿 wat "cijfer/punt" betekent
- gao+er=gar 高儿 wat "hoog" betekent
- wan+er=war 玩儿 wat "spelen" betekent
- na+er=nar 哪儿？ wat "waar?" betekent
- hai+er=har 孩儿 wat "kind" betekent
- shi+er=shar 事儿 wat "gebeurtenis" betekent
- yi+dian+er=yidiar 一点儿 wat "een beetje" betekent

## Dialectgebied
Het Peking is onderdeel van het Peking-Mandarijn. Het dialect vormt ook de basis voor het Standaardmandarijn/putonghua 普通话, dat op alle Han-Chinese scholen in de Volksrepubliek China en Singapore wordt onderwezen.
Buiten Beijing wordt het dialect ook gesproken in Hailar (Binnen-Mongolië), Karamay (Sinkiang) en in mindere mate in Shenzhen (Guangdong).

## Verschil tussen Standaardmandarijn en het Peking-Mandarijn
Het Peking heeft meer baihua terwijl Standaardmandarijn meer vastzit aan het wenyanwen. Tussen beide is er verschil in de uitspraak van de karakters en in de grammatica.
Voorbeeld:
- Standaardmandarijn:
  - 今天会下雨，所以出门时要记得带伞!
  - Jīntiān huì xiàyǔ, suǒyǐ chūmén shí yào jìde dài sǎn.
- Peking:
  - 今儿得下雨，所以出门儿时得记着带伞！
  - Jīr děi xiàyǔ, suǒyǐ chūmér shi děi jìzhe dài sǎn!
- Het gaat regenen, dus vergeet niet je paraplu mee te nemen als je naar buiten gaat.